# Blair Brown
Blair Brown, född 23 april 1946 i Washington, D.C., är en amerikansk skådespelare.

## Filmografi i urval
- 1973 – Paper Chase – betygsjakten
- 1977 – The Choirboys
- 1980 – One-Trick Pony
- 1980 – Experimentet
- 1981 – Kalla mig Örnie
- 1984 – A Flash of Green
- 1988 – Den största kärleken
- 1989 – Stulen lycka
- 1992 – Släkten är värst
- 2000 – Space Cowboys
- 2002 – Benjamin Franklin
- 2003 – Dogville
- 2005 – Loverboy
- 2006 – The Treatment
- 2006 – The Sentinel
- 2006 – Griffin and Phoenix
- 2006 – First Born
- 2007 – Dark Matter

### Television
- 1971 – Police Surgeon (TV-serie)
- 1972 – The Whiteoaks of Jalna (TV-serie)
- 1973 – Dracula (TV-serie)
- 1975 – Performance (TV-serie)
- 1975 – The Rockford Files (TV-serie)
- 1976 – The Oregon Trail (TV-serie)
- 1976 – Makten och härligheten (TV-serie)
- 1976 – Kojak (TV-serie)
- 1977 – Family (TV-serie)
- 1977 – Eleanor and Franklin: The White House Years (TV-serie)
- 1977 – Charlie Cobb: Nice Night for a Hanging (TV-serie)
- 1977 – The 3,000 Mile Chase (TV-serie)
- 1977 – The Quinns (TV-serie)
- 1978 – Bilstaden (TV-serie)
- 1978 – And I Alone Survived (TV-serie)
- 1979 – The Child Stealer (TV-serie)
- 1983 – Kennedy (TV-serie)
- 1983 – The Skin of Our Teeth (TV-serie)
- 1985 - Mot rymden (miniserie)
- 1985 – ABC Afterschool Special (TV-serie)
- 1985 – The Bad Seed (TV-serie)
- 1986 – Comedy Factory (TV-serie)
- 1987 – Hands of a Stranger (TV-serie)
- 1987 – The Days and Nights of Molly Dodd (TV-serie)
- 1990 – Extreme Close-Up (TV-serie)
- 1991 – Lethal Innocence (TV-serie)
- 1992 – Those Secrets (TV-serie)
- 1992 – 'Majority Rule (TV-serie)
- 1993 – Rio Shannon (TV-serie)
- 1993 – The Day My Parents Ran Away (TV-serie)
- 1994 – Moment of Truth: To Walk Again (TV-serie)
- 1994 – The Gift of Love (TV-serie)
- 1995 – Frasier (TV-serie)
- 1995 – American Experience (TV-serie)
- 1996 – The Ultimate Lie (TV-serie)
- 1996 – A Season in Purgatory (TV-serie)
- 1997 – Convictions (TV-serie)
- 1997 – Feds (TV-serie)
- 2000 – In His Life: The John Lennon Story (TV-serie)
- 2000 – Hamlet (TV-serie)
- 2001 – Follow the Stars Home (TV-serie)
- 2001 – Touched by an Angel (TV-serie)
- 2002 – Smallville (TV-serie)
- 2002 – CSI: Miami (TV-serie)
- 2003 – Law & Order (TV-serie)
- 2003 – Ed (TV-serie)
- 2003 – American Experience (TV-serie)
- 2004 – ER (TV-serie)
- 2004 – Law & Order: Special Victims Unit (TV-serie)
- 2004 – Dark Shadows (TV-serie)
- 2004 – Copshop (TV-serie)
- 2005 – Missing (TV-serie)
- 2008 – Fringe (TV-serie)
- 2011 – Falling Skies (TV-serie)
- 2012 – Political Animals (TV-serie)
- 2014 – Forever (TV-serie)
- 2014 – The Affair (TV-serie)
- 2015 – Person of Interest (TV-serie)
- 2015 – Orange Is the New Black (TV-serie)
- 2015 – Limitless (TV-serie)
- 2017 – Elementary (TV-serie)